# Землетрус у Сичуані (2014)
Землетрус у Сичуані 23 листопада 2014 року мав магнітуду 6,5 за шкалою Ріхтера. Локалізація — на південному заході Китаю у провінції Сичуань.
Загинули 5 людей, майже півсотні травмовані. Найбільше травмованих — серед дітей. Під час землетрусу вони були в школі, і коли вчителі наказали негайно залишити приміщення — зчинилася штовханина. У регіоні землетрусу вже зима, уночі морози сягають −10 °C.